# 王应华
王应华（1600年—1665年），字崇闇，号园长，晚年皈依佛门，法名函诸，广东承宣布政使司东莞人，明朝末年官员。

## 生平
崇祯元年（1628年），王应华中进士（赐同进士出身）。历任资政尹、通议大夫、礼部祠祭司郎中、工部营缮、礼部左侍郎、右参政、海道并宁绍粮道、兵备副使、浙江提督学政、福建按察使，官至侍郎。1646年，他和苏观生在广州拥立唐王朱聿𨮁即皇帝位，年号绍武，王应华被任命为东阁大学士。清军南下，攻克广州，绍武政权灭亡，王应华降清，苏观生等死节。王应华旋投永历，为光禄寺卿。1656年，永历帝西奔，王应华回到故乡，做了遗民。